# Florin Zamfirescu
Florin Zamfirescu, cu numele întreg Gheorghe Florin Zamfirescu, (n. 12 aprilie 1949, Călimănești, Vâlcea) este un actor, pedagog și regizor român. A fost rector al Universității Naționale de Artă Teatrală și Cinematografică „Ion Luca Caragiale” din București.

## Biografie
Născut în orașul Călimănești, Vâlcea, Florin Zamfirescu a frecventat și absolvit atât școala generală cât și liceul în localitatea natală. În anul 1967 a intrat pe primul loc la Institutul de Artă Teatrală și Cinematografie Ion Luca Caragiale din București la Facultatea “Arta Actorului”, clasa Profesor Constantin Moruzan, absolvind-o 1971 ca șef de promoție. Fiind repartizat la Teatrul de Stat din Târgu Mureș, s-a mutat după doi ani la București, în noiembrie 1973, la Teatrul Giulești, actualmente Teatrul Odeon. Între anii 1991 și 1994 a funcționat ca director adjunct artistic al acestui teatru. Începând cu 1996 și până în prezent lucrează la Universitatea Națională de Artă Teatrală și Cinematografică București (cunoscută și sub acronimul UNATC) ca profesor universitar. A fost rector al UNATC din ianuarie 2000 până în 2008. În paralel cu aceste activități, și-a continuat activitatea de actor de scenă și film, respectiv ulterior de regizor de teatru, din 1974 până în prezent.

### Debut actoricesc
Debutul său absolut s-a produs la 27 martie 1966, când, în calitate de elev de liceu, a participat la emisiunea-concurs televizată Dialog la distanță în care a recitat cu succes poezia Legenda mănăstirii Argeș. Mai târziu ca student al IATC, a interpretat în cadrul Studioului Cassandra roluri în piese scrise de Costache Facca (personajul Ianache din Comedia Vremii), Constantin Negruzzi (Mitropolitul din Alexandru Lăpușneanu), respectiv personajul Varravin din piesa A murit Tarelkin de Suhovo-Kobalin, ca parte a examenului de diplomă. A fost, de asemenea, parte a echipei de producție a piesei “Divertisement 70”, considerată un simbol al generației sale.

### Actor de scenă
- 1971 - 1973 - Teatrul de Stat din Târgu Mureș, a jucat în peste 20 de piese scrise de Paul Anghel-Kesarion, Anton Cehov, Carlo Gozzi, Roger Avermeatte, Ion Luca Caragiale, Mihail Sebastian, Romulus Guga, Pablo Neruda, Dan Tărchilă.
- 1973 - 1996, Teatrul Giulești (rebotezat Teatrul Odeon), a interpretat roluri în piese scrise de Ion Luca Caragiale, Petru Vintilă, Victor Eftimiu, Mihail Sebastian, Roger Avermeatte, Mircea Radu Iacoban, Edmond Rostand, Paul Ioachim, Goldsmith, Monciu Sudinschi, Dan Tărchilă, Georg Büchner, Giuseppe Bertto, Ileana Vulpescu, George Bănică, Victor Hugo, Arbuzov, Cehov, William Shakespeare.
- După 1989, a interpretat roluri în piese scrise de C. Călin, Carlo Goldoni, F. Arrabal, Shakespeare, Paul Ioachim, Anton Cehov, Camil Petrescu, Georg Büchner, P. Weiss (la Teatrul Bulandra), Sofocle și Caragiale (la Teatrul Național din București).

### Actor de film
- A jucat în 30 de filme românești regizate de Dan Pița, Mircea Veroiu, Alexa Visarion, Lucian Pintilie, Nicolae Corjos, Mircea Moldovan și Mircea Daneliuc.

### Actor de televiziune
- A interpretat un rol în serialul de televiziune Lumini și umbre, regizat de Andrei Blaier și Mihail Constantinescu (24 episoade)
- A interpretat roluri în numeroase scenarii de radio și televiziune, începând cu 1974.
- De asemenea, a jucat rolul lui Gheorghe Someșanu în serialul În derivă (serial HBO produs în România).

## Filmografie
- Căldura (1969) - secvențe tăiate
- Așteptarea (1970)
- Rate cu repetiție (1973) - soldat furier Popescu
- Capcana (1974)
- Tatăl risipitor (1974) - ceferistul Zamfir
- Actorul și sălbaticii (1975)
- Filip cel bun (1975)
- Muntele ascuns (1975)
- Dincolo de pod (1976) - Trică
- Mere roșii (1976) - Gică
- Tănase Scatiu (1976)
- Frunze care ard (1977)
- Iarba verde de acasă (1977)
- Mînia (1978)
- Înainte de tăcere ‎(1978) - argatul Petre
- Cumpăna (1979)
- Vacanță tragică (1979)
- Munții în flăcări (1980)
- De ce trag clopotele, Mitică? (1981) - un catindat de la Percepție
- Înghițitorul de săbii (1982)
- Un echipaj pentru Singapore (1982) - căpitanul Mărgineanu
- Pădurea nebună (1982) - Darie
- Năpasta (1982)
- Ramân cu tine (1982) - Machidon
- Mireasma ploilor tîrzii (1985)
- Întunecare (1986)
- Pădurea de fagi (1987) - comisarul Androne
- Moromeții (1987) - Stan Țugurlan
- Cale liberă (1987)
- Iacob (1988) - Covaci
- Nelu (1988)
- De ce are vulpea coadă (1989)
- Marea sfidare (1990)
- Șobolanii roșii (1991) - Securistul
- Dragoste și apă caldă (1993) - Emil, inginer și taximetrist
- E pericoloso sporgersi (1993) - ofițerul de serviciu
- Inelul cu briliant (1993)
- Im Zeichen der Liebe (1994)
- Senatorul melcilor (1995)
- Prea târziu (1996)
- Don Carlos (1996)
- Transfer de personalitate (1996)
- Don Juan sau dragostea pentru geometrie (1997)
- Netsuke (2001)
- Filantropica (2002) - poetul Gării de Nord
- Dulcea saună a morții (2003) - Mangiurea
- Maria (2003) - Ahmed
- Estul salbatic (2004)
- Nepoții lui Adam (2004) - Povestitor
- Orient Express (2004) - Take Criveanu
- Sindromul Timisoara - Manipularea (2004)
- Ultimul stinge lumina (2004) - Niță Snae
- Femeia visurilor (2005) - Cratofil
- Moartea domnului Lăzărescu (2005) - dr. Ardelean
- Cum mi-am petrecut sfârșitul lumii (2006) - Directorul scolii
- Restul e tăcere (2008) - colonelul Guță
- Weekend cu mama (2009) - Felix
- Killing Time (2012) - bătrânul
- Funeralii fericite (2013) - cerșetor
- Poziția copilului (2013) - Aurelian Făgărășanu
- Kira Kiralina (2014) - Ilie
- 10 Hours (2015)
- Acasă la tata (2015) - Tatal
- Back Home (2015) - Robert's father
- Doar cu buletinul la Paris (2015)
- Meda (2016)
- Meda sau Partea nu prea fericită a lucrurilor (2017) - Pandele
- Moromeții 2 (2018) - Țugurlan
- Heidi (2019) - Nistor

## Televiziune
- Umbre (2019) - Tatăl lui Nico
- Moștenirea Oliviei (2016) - Profesorul
- Foarfeca și ciocanul (2013) - Domnul Pipa
- În derivă (2010-2012) - Gheorghe
- Narcisa sălbatică (2010-2011) - Tatăl Narcisei
- Iubire și onoare (2011) - Said Bin Faisal
- Aniela (2009-2010) - Haralamb
- Regina (2008-2009) - Gigi Dumbrava
- Inimă de țigan (2007) - Gigi Dumbrava
- Iubire ca în filme (2006) - Spiridon
- Rivoglio i miei figli / Totul pentru copiii mei (2004)
- ...Sub clar de lună (2002)
- Al matale, Caragiale (2002)
- Detectiv fără voie (2001)
- Mincinosul (1995)
- Danga langa / (1988) - autorul poeziei
- Steaua fără nume (1983)
- Lumini și umbre: Partea II (1982)
- Lumini și umbre (1981)

## Radio și reviste
Peste o sută de titluri de piese radiofonice, emisiuni de versuri permanente de-a lungul anilor, emisiuni în direct, interviuri live, interviuri în reviste, ziare etc…

## Turnee, festivaluri, premii
- Iugoslavia, Italia, URSS, Bulgaria, Grecia, Italia, Ungaria, Austria, Elveția, Germania, Anglia, Portugalia, SUA, Canada, Egipt, Tunisia.
- Medalia de aur - 1965 Bienala I.L. Caragiale recitator
- Marele premiu - 27 martie 1966 - Dialog la Distanță- Legenda Mânăstirii Argeș
- Premiu de interpretare masculină la Festivalul Tineretului de la Piatra Neamț cu “Picolo” din “Speranța nu moare în zori” în regia lui Dan Micu – 1973.
- Premiu de interpretare la Bacău cu “Caractere” în regia lui George Bănică –1975
- Marele Premiu “Leul de aur” la Arezzo – Italia cu  Năpasta, regia Alexa Visarion
- Ordinul “Meritul cultural” clasa a III-a 1984
- Premiul Revistei Flacăra (pentru modestie!!!) 1985
- Premiul Criticii “Cel mai bun actor al anului 1997” pentru Glagoliev și Fouquiller Tinville.
- Ordinul National PENTRU MERIT, in grad de cavaler, in 2002
- Diploma de excelență în Cinematografia română 2003
- Premiul revistei VIP – 2006 pentru cartea Catifea
- Premiul revistei Confidential pentru regia spectacolului IUBIRE CONFORT II - 2009
- Din 19 mai 2009, Casa de Cultură din orașul Călimănești (Vâlcea) poartă numele FLORIN ZAMFIRESCU

## Activitate regizorală
1988 – „Visul unei nopți de vară” de W. Shakespeare la Studioul Casandra
1989 – „La Locandiera”de Goldoni la Teatrul Toma Caragiu Ploiești
1990 - „Năpasta” de I. L. Caragiale la Teatrul Mihai Eminescu Chișinău
1992 - „Gaițele” de Al Kirițescu la Studioul Casandra și apoi La Teatrul Mic – București
1995 - „Există Teatru?” spectacol coupe după Cehov și Giraudoux la Stud. Casandra
1995 - „Casa de pe graniță” de Sl. Mrozeck la Teatrul Româno-American- București
1996 - „Adunarea femeilor” de Aristofan la Teatrul „Mihai Eminescu” din Botoșani
1996 - „Conu' Leonida față cu Reacțiunea” de Caragiale la Teatrul „Mihai Eminescu” din Botoșani
1997 - „Norii” de Aristofan la Teatrul Sică Alexandrescu - Brașov
1999 - „Trei surori “ de AP Cehov la Studioul Casandra
2000 - „Visând o limbă în care să ne înțelegem cu toții" de.... Teatrul Radu Stanca, Sibiu.
2002 - „Gaițele‘‘ la Teatrul Radu Stanca din Sibiu
2002 - „Anonimul venetian‘‘, la Teatrul Radu Stanca din Sibiu
2003 - „Norii‘‘ de Aristofan la Teatrul Radu Stanca din Sibiu
2004 - „Vulpoiul‘‘ la Teatrul Radu Stanca din Sibiu
2007 – „Cum vă place‘‘, “Visul unei nopți de vară”, de W. Shakespeare, Trei surori – de Cehov, spectacole de diploma cu absolvenții an IV, jucate la Teatrul Odeon
2008 – „Iubire confort II‘‘- trupa teatrului D’Aia

## Activitate pedagogică
- Între 1974-1978 –asistent la Catedra de Arta Actorului IATC IL Caragiale
- Din 1986 până în 1996 angajat cu ora sau în cumul la IATC-ATF-UATC- UNATC București, iar din 1996 transferat la UNATC ca Profesor Universitar.
- Între 1997-2004 conduce, ca Profesor cu cumul, primele doua clase de Arta Actorului la “Universitatea Lucian Blaga” din Sibiu.
- Publică în 1989, în Almanahul Revistei Teatru un studiu în sprijinul tinerilor care doresc să devină actori.
- În anul 2001 membru în juriul Festivalului internațional de teatru experimental de la Cairo - CIFET.
- Doctor în arte 2002 cu lucrarea Actorie sau magie
- În 2005 publică o carte de povestiri numită Catifea.
- 2008 – coordonator de an IV Arta Actorului la UNATC I.L.Caragiale, si actor la Teatrul Odeon din București
- 2008-2009 Membru in comisia de selectie REALITATEA TV numita Bursa Valorilor Românești
- 2009 – coordonator al anului I Arta Actorului UNATC I.L.Caragiale, actor la Teatrul Odeon București